# Лео Вудол
Лео Винсент Вудол (рођен 14. септембра 1996.) је британски глумац. Добио је признање својим улогама у другој сезони HBO серије сатиричне антологије Бели Лотос (2022) и у Netflix романтичној драмској минисерији Један дан (2024). Вудол је од тада глумио у трилер серији Apple TV+ "Prime Target" и романтичној комедији Бриџет Џоунс: Луда за њим (2025).

## Рани живот и образовање
Вудол је рођен у западном Лондону.  Потиче из породице глумаца, укључујући његовог оца Ендруа, очуха и баку; његови родитељи су се упознали у драмској школи. Рекао је да је потомак Максин Елиот . 
Вудол је похађао Ричмонд Парк Академију . Имао је жељу да се бави спортом, али је одлучио да се бави глумом након што је одгледао серију Бирмигемска банда ("Peaky Blinders") када је имао 19 година. Дипломирао је глуму на Уметничкој образовној школи (АртсЕд) 2019.  

## Каријера
Вудoл је дебитовао на телевизији гостујући у епизоди BBC One медицинске сапунице Холби Сити 2019. Појавио се и у кратком филму "Man Down" . Тог лета је добио улогу у предстојећем дугометражном филму Номад од 28.000 пријављених.  Снимање се одвијало у преко 20 земаља. 
У међувремену је Вудол дебитовао у играном филму Трешња у режији браће Русо .  Играо је Адријана Ивашкова у серији Вампирска академија . Придружио се главној екипи антологијске серије Бели Лотус за другу сезону на Сицилији као Џек, младић из Есекса .   Да би се припремио за улогу и усвојио акценат лика, гледао је видео снимке телевизијске личности Џоија Есекса .  Проглашен је за међународну звезду будућности 2023.  Имао је понављајућу улогу у Amazon Prime серији Цитадела 2023. 
Вудол је глумио у својој првој главној улози Декстера Мејхјуа, поред Амбика Мода, у "One Day", Netflix адаптацији истоименог романа Дејвида Николса из 2024.  Серија говори о двоје младих људи који постају најбољи пријатељи након платонске везе за једну ноћ. Заједно са позитивним пријемом за серију, Вудал је добио признање критикa за свој наступ.  Пишући за "IndieWire", Прома Косла га је описала као "посебно разарајућег" и рекла да је он "торнадо харизме са сталним, али никад самозадовољним подсмехом".  Та улога је била прекретница у Вудаловој каријери. 
Године 2025, Вудол је играо главну улогу математичара у трилер серији Apple TV+ "Prime Target" и глумио у Бриџет Џоунс: Луда за њим са Рене Зелвегер, глумећи Рокстера, Џонсовог млађег и безобразног новог љубавног интересовања. 

## Филмографија

### Филм
| Година   | Наслов                    | Улога               | Напомене       |
| -------- | ------------------------- | ------------------- | -------------- |
| 2021     | Трешња                    | Роџерс              |                |
| 2025     | Бриџит Џоунс: Луда за њим | Рокстер МекДаф      |                |
| У најави | Номад                     | Бен                 | Постпродукција |
| У најави | Нирнберг                  | Пуковник Хауи Трист | Постпродукција |
| У најави | Тунер                     | У најави            | Снимање        |

### Телевизија
| Година | Наслов              | Улога           | Напомене                                                                                          |
| ------ | ------------------- | --------------- | ------------------------------------------------------------------------------------------------- |
| 2019   | Холби Цити          | Џек Ридер       | Епизода: "Ствари које ми је мајка рекла"                                                          |
| 2022   | Вампирска академија | Адријан Ивашков | 2 епизоде                                                                                         |
| 2022   | Бели лотос          | Џек             | Главна улога, сезона 2 Награда САГ за изванредан наступ ансамбла у драмској серији                |
| 2023   | Цитадел             | Дјук            | 2 епизоде                                                                                         |
| 2024   | Једног дана         | Декстер Мејхју  | 14 епизода, главна улога Номинован — Национална филмска награда УК за најбољег глумца у ТВ серији |
| 2025   | Prime Target        | Едвард Брукс    | Минисерија, главна улога                                                                          |